# Endasys melanurus
Endasys melanurus là một loài tò vò trong họ Ichneumonidae.